# أوي ناكامورا
أوي ناكامورا (باليابانية: 中村蒼؛ بالكانا: なかむら あおい) هو عارض وممثل ياباني، ولد في 4 مارس 1991 في فوكوكا في اليابان.

## أعمال

### مسلسلات
- ليغل هاي

## وصلات خارجية
- الموقع الرسمي
- أوي ناكامورا على موقع IMDb (الإنجليزية)
- أوي ناكامورا على موقع ألو سيني (الفرنسية)
- أوي ناكامورا على موقع أول موفي (الإنجليزية)
- أوي ناكامورا على موقع قاعدة بيانات الفيلم (الإنجليزية)
- أوي ناكامورا على موقع كينوبويسك (الروسية)